# Štefan Vrablec

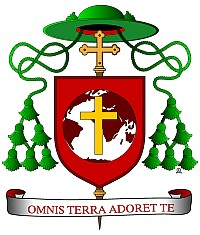
Biskupský znak Štefana Vrablece

Štefan Vrablec (21. února 1925, Závod – 1. září 2017) byl slovenský římskokatolický kněz a emeritní pomocný biskup bratislavsko-trnavské arcidiecéze.

## Kněžská dráha
Vystudoval Papežskou lateránskou univerzitu v Římě, odkud se po roce 1948 již nemohl vrátit do Československa. Po kněžském svěcení, které přijal 23. prosince 1950, tedy působil v Itálii (mimo jiné jako spirituál a redaktor), a to až do roku 1998, kdy ho papež Jan Pavel II. jmenoval pomocným biskupem tehdejší bratislavsko-trnavské arcidiecéze a titulárním biskupem tasbaltským. Biskupské svěcení přijal 26. července 1998 v Šaštíně. V roce 2004 byl emeritován.
V letech 1993–1998 působil tehdejší Mons. (Monsignore) Štefan Vrablec jako rektor Slovenského ústavu sv. Cyrila a Metoděje v Římě. V letech 1997–1998 byl zároveň rektorem Papežské slovenské koleje sv. Cyrila a Metoděje, která sídlí ve stejné budově jako Slovenský ústav.

## Ocenění
- 2002 – Řád Ľudovíta Štúra I. třídy

## Dílo
Biskup Štefan Vrablec byl zakladatelem a redaktorem časopisů Slovenský kňaz (1959, od 1972 Diakonia) a Magnifikat (1975). Kromě toho je autorem následujících publikací:
- Posviacka chrámu (1963)
- Je niekto z vás chorý? (1974)
- V sedmobrežnom kruhu Ríma (1975)
- Drahé rehoľné sestry (1984)
- Od srdca k srdcu : Malý modlitebník a spevník (1985)